# José Zorrilla
José Zorrilla y Moral (Valladolid, 1817. február 21. – Madrid, 1893. január 23.) spanyol romantikus költő és drámaíró.

## Élete
Valladolidban született. Családja néhány évet Burgosban és Sevillában töltött, majd Madridba költöztek, ahol édesapja a rendőrségen dolgozott. José a jezsuiták Seminario de Nobles iskolájában tanult. Édesapja a karlista mozgalom tagja volt, ezért 1833-ban, VII. Ferdinánd halála után száműzték Lermába.
José jogi tanulmányokba kezdett a toledói egyetemen, de hamarosan abbahagyta őket, és Madridba ment, ahol pénzszűkében is bohém életet élt. Költőként akkor vált ismertté, amikor Marioano José de Larra író temetésén elszavalta néhány versét. 1837-ben jelent meg első verseskötete, amely nagy sikert aratott, költeményein Alphonse de Lamartine és Victor Hugo hatása érződött.
Huszonkét éves korában feleségül vette a nála tizenhat évvel idősebb ír származású özvegyet, Florentina O'Reillyt, aki egy fiúgyermeket hozott a házasságba. Egy közös gyermekük is született, de korán meghalt. Florentina féltékenysége elől Zorrilla kétszer is Franciaországba menekült (1845-ben és 1851-ben), ott ismerkedett meg Id. Alexandre Dumas-val, Théophile Gautier-vel, Alfred de Musset-vel, George Sand-nal és Victor Hugóval. 1853-ban Londonban, 1854 és 1866 között Mexikóban, közben 1858-ban rövid ideig Kubában élt. Mexikóban I. Miksa védence lett, ennek köszönhetően színházigazgatói állást kapott.
1866-ban, felesége halála után Zorrilla visszatért hazájába, ahol 1869-ben ismét megnősült. Újra anyagi gondok gyötörték, ezért 5 évre Rómába költözött. 1885-ben a Spanyol Királyi Akadémia tagjává választotta, 1889-ben Granadában a nemzet költőjévé avatták. Élete vége felé állami nyugdíjban részesült Emilio Castelar politikus és újságíró közbenjárására. 1893-ban hunyt el egy agyműtét után. Szülőháza Valladolidban múzeumként működik.

## Művei

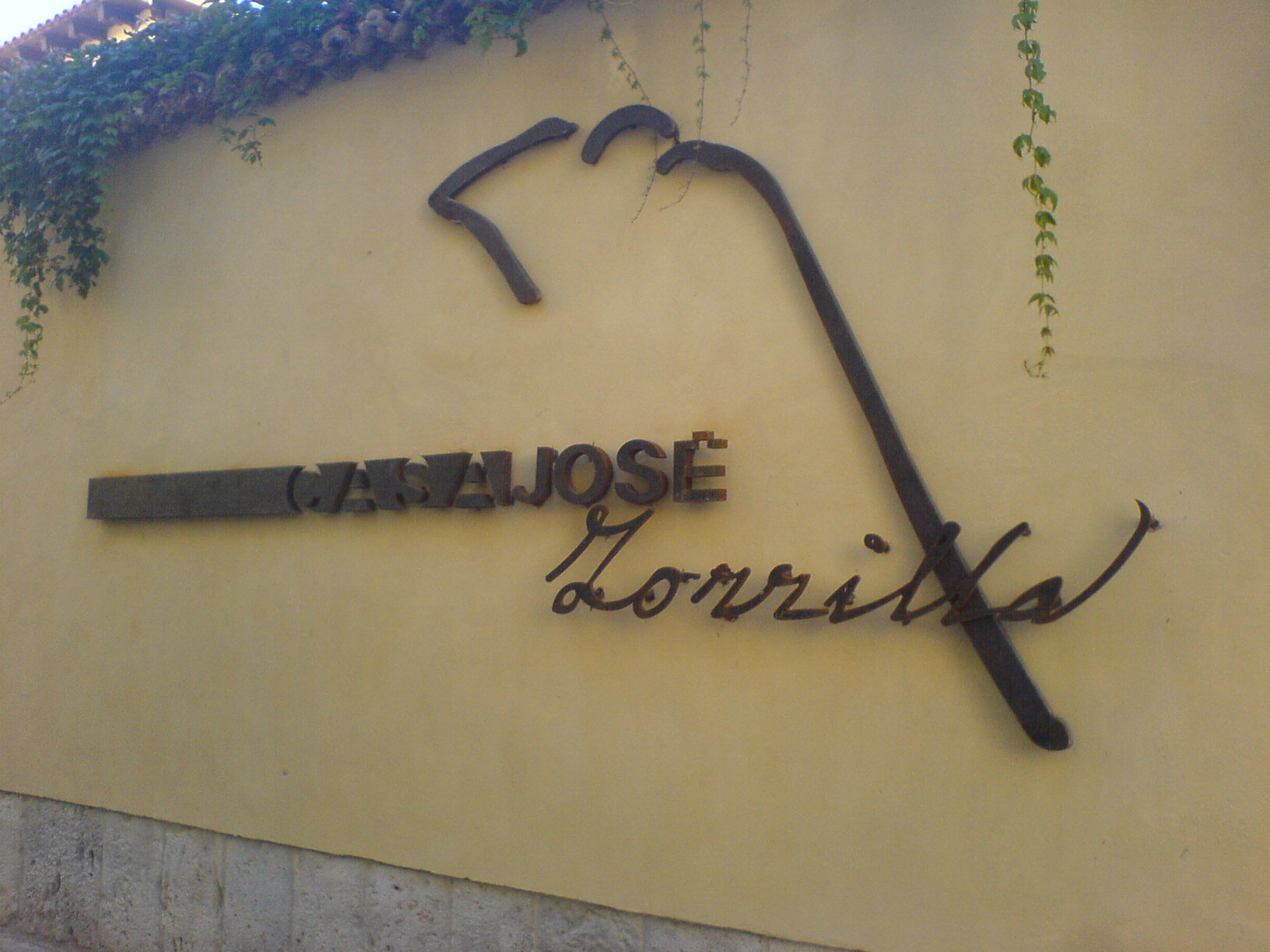
José Zorrilla Múzeum

### Drámák
- Don Juan Tenorio
- El puñal del godo
- La reina y los favoritos
- Traidor, inconfeso y mártir
- Amor y arte
- Pilatos

### Verses elbeszélések
- Leyendas
- La Leyenda del Cid
- A buen juez mejor testigo
- Para verdades el tiempo y para justicias Dios
- El capitán Montoya
- Margarita la tornera
- La pasionaria
- La azucena silvestre

### Líra
- Cantos del trovador 1840
- Granada

### Önéletrajzi írás
- Recuerdos del tiempo viejo 1880-83

## Magyarul megjelent művei
- Isten a legjobb tanú. Toledói legenda; ford. Kőrösi Albin; Szt. István Társulat, Bp., 1897 (A Szent-István-Társulat Tudományos és Irodalmi Osztályának felolvasó üléseiből)
- Bikaviadal (ford. Gáspár Endre), Világirodalmi antológia IV. (Egyetemi segédkönyv / A világirodalom a XIX. században), Budapest, Tankönyvkiadó, 1956
- Csempész (A mi urunk Don Quijote. Spanyol költők antológiája) Kolozsvár, Dácia Könyvkiadó, 1998 ISBN 973-35-0666-4
- A vihar (Lyra hispanica. 500 év spanyol költészete), Ampelos Könyvek, Debrecen, 1944

## Fordítás
- Ez a szócikk részben vagy egészben  a   José Zorrilla y Moral című német Wikipédia-szócikk fordításán alapul.  Az eredeti cikk szerkesztőit annak laptörténete sorolja fel. Ez a jelzés csupán a megfogalmazás eredetét és a szerzői jogokat jelzi, nem szolgál a cikkben szereplő információk forrásmegjelöléseként.